# Триліська сільська рада (Олександрівський район)
| Триліська сільська рада — колишній орган місцевого самоврядування у Олександрівському районі Кіровоградської області з адміністративним центром у с. Триліси. Сільській раді підпорядковані населені пункти: - с. Триліси - с. Антонівка |

## Склад ради
Рада складається з 12 депутатів та голови.

### Керівний склад ради
| ПІБ                        | Основні відомості                                                                       | Дата обрання | Дата звільнення |
| -------------------------- | --------------------------------------------------------------------------------------- | ------------ | --------------- |
| Ульянич Микола Олексійович | Сільський голова, 1957 року народження, освіта, безпартійний                            | 26.03.2006   | 01.04.2007      |
| Крикун Юрій Петрович       | Сільський голова, 1956 року народження, освіта, безпартійний                            | 26.08.2007   | 31.10.2010      |
| Крикун Юрій Петрович       | Сільський голова, 1956 року народження, освіта середня спеціальна, член Партії регіонів | 31.10.2010   |                 |

Примітка: таблиця складена за даними джерела

## Населення
Згідно з переписом УРСР 1989 року чисельність наявного населення сільської ради становила 489 осіб, з яких 184 чоловіки та 305 жінок.
За переписом населення України 2001 року в сільській раді мешкала 451 особа.

### Мова
Розподіл населення за рідною мовою за даними перепису 2001 року:
| Мова       | Відсоток |
| ---------- | -------- |
| українська | 99,33 %  |
| російська  | 0,67 %   |